# San Canzian d'Isonzo
San Canzian d'Isonzo (Sagansiàn in dialetto bisiaco e in friulano), fino al 1923 San Canziano, è un comune italiano di 6 042 abitanti della provincia di Gorizia, in Friuli-Venezia Giulia: si tratta di un comune sparso in quanto la sede municipale non si trova nell'omonimo centro, ma nella frazione di Pieris.

## Geografia fisica

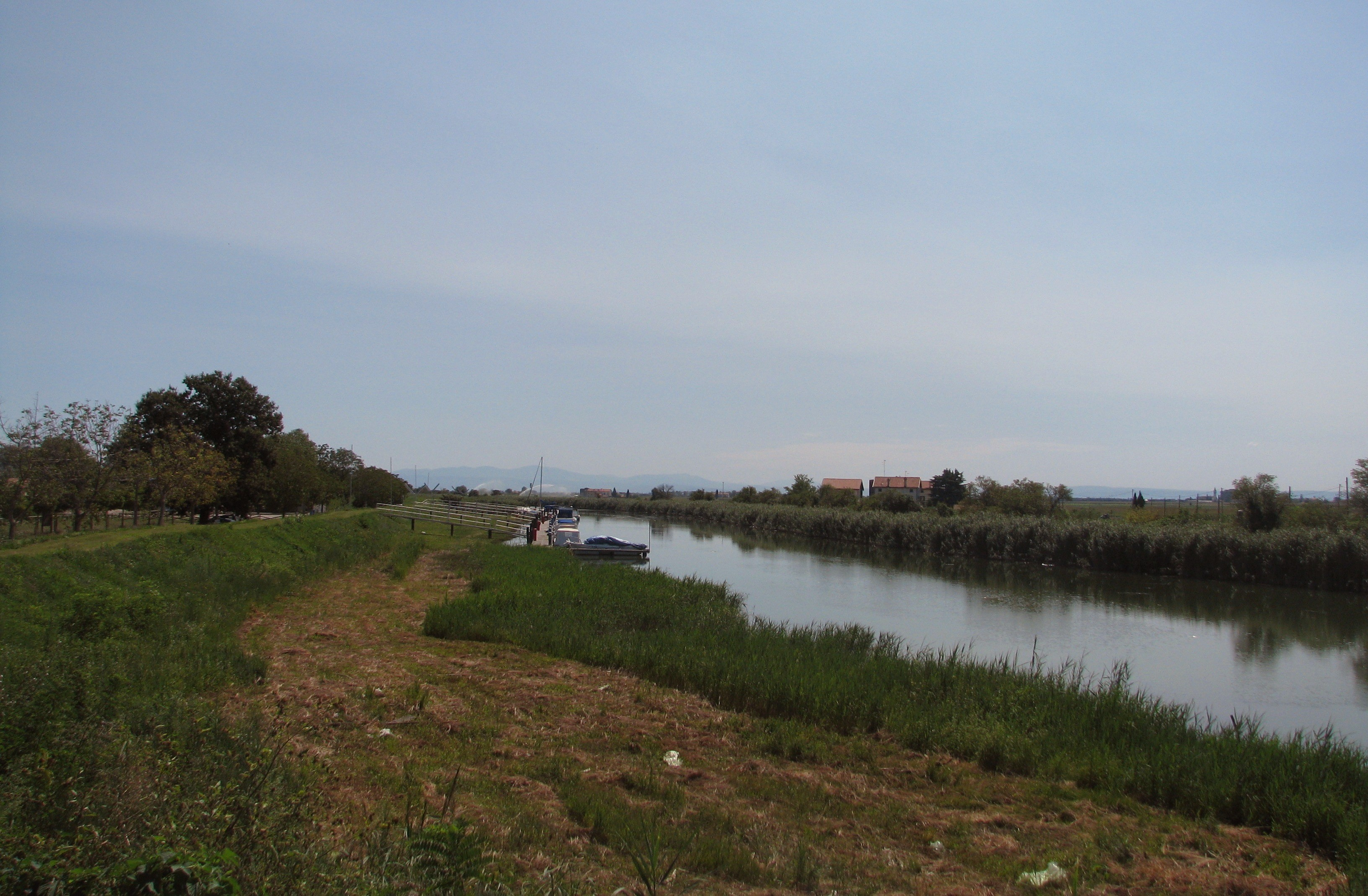
Il Canale Isonzato

Pieris sorge sulla SS 14, dista circa 2 km da San Canzian, conta 2.567 abitanti (stima 2001) e si trova a 8 m s.l.m.
Sempre sulla SS 14, a est compresa tra Pieris e Ronchi, si trova la frazione di Begliano (in bisiaco Bean). Essenzialmente agricola, Begliano dista 2,191 km dal suo comune ed è situata 10 m s.l.m. Vi risiedono 983 abitanti (fonte ISTAT).

## Storia
Il territorio di San Canzian è, probabilmente, abitato fin dalla preistoria, anche se il reperto più antico venuto alla luce è una fibula celtica.

### L'epoca romana
Si conosce anche con certezza che l'abitato esisteva in epoca romana: lo documentano i reperti musivi pervenuti a noi nel corso di una campagna di scavi condotta negli anni cinquanta e le ricerche degli storici.
Inoltre, la via Gemina, che collegava il porto d'Aquileia alla penisola dell'Istria, passava proprio per questo paese, denominato allora Aquae Gradatae. Tale toponimo richiama oggi la località di Grodate. Oltre alla Via Gemina passava anche la Via Annia, quest'ultima portava a Fiume correndo sul Carso Triestino su quella che è divenuta la Strada Provinciale del Carso.
Al tempo dell'egemonia di Aquileia esisteva nel territorio comunale una delle nove tintorie conosciute di porpora che funzionavano in Italia per concessione imperiale. Inoltre, sempre in epoca romana, a testimoniare l'importanza economica della località, si può ravvisare la presenza di una fabbrica e relativa fornace di embrici e tegole in cotto, attestata dai numerosi frammenti rinvenuti nella località di "Riva di Cop".
Nella zona, secondo le indicazioni forniteci dagli Acta e dalla tradizione popolare, i santi Canzio, Canziano e Canzianilla, insieme al loro maestro Proto, furono decapitati nell'anno 303 d.C. Tali nobili romani erano partiti da Roma per sfuggire alle persecuzioni che in quel periodo i Cristiani subivano nella capitale, sotto l'impero di Diocleziano. Arrestati ad Aquileia dal governatore Dulcidio, furono processati tuttavia rimessi in libertà in virtù della nobile casata a cui appartenevano.
Diocleziano invece ordinò che fossero arrestati e giustiziati: furono catturati nei pressi di Aquae Gradatae e decapitati. Dal nome dei tre martiri ha avuto origine il toponimo di San Canziano e le tre croci che fregiano lo stemma comunale ne ricordano il sacrificio.
Ad Aquae Gradatae subì un martirio anche san Crisogono, nobile senatore romano, il cui sarcofago in pietra, insieme a quello di san Proto, è conservato ancora oggi a San Canzian.

### Il medioevo
Nel secolo V l'intero territorio fu devastato dall'irruenza degli Unni che soggiornarono nella zona per quasi tre mesi durante l'assedio di Aquileia, avvenuto nel 452 d.C. Successivamente passò sotto la dominazione longobarda e nell'899 d.C. fu costretto a subire, come tanti altri paesi del Friuli, la spaventosa scorreria degli Ungari, che portarono tanta distruzione e morte nel territorio friulano.
Il documento più antico in cui è citato San Canzian d'Isonzo risale al 17 febbraio 819 d.C. e menziona una donazione in cui l’imperatore Ludovico il Pio attribuisce i beni confiscati al ribelle longobardo Ardulfo al monastero benedettino di Santa Maria che sorgeva in quel luogo prima del secolo IX per la venerazione dei tre martiri Canziani. Di questo monastero non è rimasta più traccia, con l'arrivo degli Ungari se ne ebbe la distruzione, ed in seguito venne ricostruita solo la basilica.
Tra il XI e il XIII secolo il paese fu nelle mani del patriarca di Aquileia, ma vi ebbero proprietà e possedimenti anche l'Abbazia di Moggio e la Confraternita dei Battuti di Cividale. Nel 1028 Corrado II suggellò la dominazione di Aquileia fino al Timavo, ma concesse la permuta di San Canziano con Muggia ed il paese fu così sottoposto alla giurisdizione del vescovo di Trieste.

### Dalla Serenissima ad oggi
Nel 1420 cadde il potere patriarcale sotto l'impeto dell'incalzante Repubblica Veneziana e anche il territorio di San Canzian divenne proprietà della Serenissima con la quale condivise le sorti.
Nel 1797, in seguito al Trattato di Campoformido, tutti i territori della Serenissima vennero ceduti all'Austria. Dopo la breve parentesi francese corrispondente al periodo del Regno Italico di Napoleone, San Canzian ritornò sotto la dominazione austriaca fino al termine della prima guerra mondiale, quando il Friuli Orientale fu annesso al Regno d'Italia. Nel 1923 ricevette, per distacco dal comune di Fiumicello, la frazione di Isola Morosini; nello stesso anno, il suo nome fu cambiato nell'attuale Il comune fece parte della provincia di Trieste fino al 1948.

### L'attacco al Giro d'Italia
Il 30 giugno 1946 durante lo svolgimento della tappa passante per Pieris, frazione di San Canzian, un gruppo di sostenitori titini attaccò a sassate i ciclisti. La polizia intervenne e disperse i dimostranti. Il bilancio fu di un agente ferito e la tappa fu interrotta e ripresa successivamente a Miramare, presso il traguardo, con la simbolica vittoria del triestino Giordano Cottur anche se molti corridori si erano già messi in viaggio per Udine, sede della tappa successiva.

### Simboli
Lo stemma e il gonfalone sono stati concessi con regio decreto del 21 agosto 1937.
Le tre croci, del colore del sangue, ricordano il martirio dei tre fratelli cristiani Canzio, Canziano e Canzianilla.
Fino alla caduta del Fascismo era presente nello stemma il Capo del Littorio.
Il gonfalone è costituito da un drappo di colore azzurro, riccamente ornato di ricami d'argento e caricato dello stemma sopra descritto con l'iscrizione centrata in argento: "Comune di San Canzian d'Isonzo". Le parti in metallo ed i cordoni saranno argentati. L'asta verticale sarà ricoperta di velluto azzurro, con bullette argentate poste a spirale. Nella freccia sarà rappresentato lo stemma del Comune e sul gambo inciso il nome. Cravatta e nastri tricolorati dai colori nazionali, frangiati d'argento.
Dopo la Liberazione fu disegnato un nuovo stemma troncato semipartito per il comune, nel quale le tre croci erano affiancate dall'aquila romana e dal leone di San Marco ed era così blasonato:  Spaccato superiore in campo azzurro, all'aquila d'oro, spiegata, posante su colonna romana d'argento. Spaccato inferiore al ripartito sinistro d'oro, caricato di tre croci rosse in banda e al ripartito destro rosso porpora, caricato dal leone veneto in maestà d'oro. Il gonfalone era un drappo rosso ornato di ricami d'oro caricato dallo stemma sopradescritto.

Lo stemma alternativo del Comune

## Monumenti e luoghi d'interesse
- Chiesa dei Santi Canziani Martiri

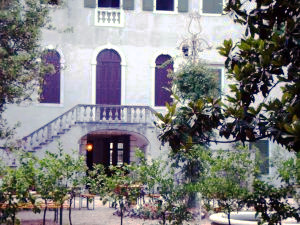
Villa Fabris di Begliano vista dal cortile interno

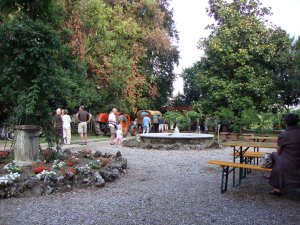
Trebbiatura secondo antiche tradizioni nell'aia della Villa Fabris (organizzata dalla Pro Loco)

- Parrocchiale di S. Andrea (frazione Pieris): custodisce molti resti murati all'esterno: sopra la porta d'ingresso è posta una Madonna tardogotica; nell'interno è conservata una buona pala d'altare cinquecentesca e un altare barocco di Paolo Zuliani (1760).
- Antiquarium Cansianensis: al suo interno si possono ammirare numerosi reperti di epoca romana, statue e teste virili, frammenti di mosaici della antica basilica, iscrizioni, ecc.
- Chiesetta di S. Spirito: di pianta circolare, fu costruita sui resti del battistero della antica pieve (sec. XII d.C.), distrutti probabilmente a causa delle continue invasioni.
- Chiesetta di S. Proto: posta lungo la via Romana, la chiesetta ospita all'interno due sarcofagi con la dedicazione ai martiri aquileiesi Proto e Crisogono, risalenti al IV secolo d.C.
- Villa Settimini (frazione Pieris): villa veneta, ex sede municipale, oggi sede della biblioteca comunale.
- Villa Marchese de Fabris (frazione Begliano): la villa, parzialmente abitata da privati, viene concessa come sede di manifestazioni e mostre storiche locali.
- Chiesa parrocchiale di Santa Maria Maddalena nella frazione Begliano, risalente al XVIII secolo.

## Società

### Evoluzione demografica
Abitanti censiti

### Lingue e dialetti
Oltre alla lingua italiana, nel territorio di San Canzian d'Isonzo non sono riconosciute altre lingue ufficiali. Nel comune, accanto all'italiano, è parlato il dialetto bisiaco, oltre alla lingua friulana nella frazione di Isola Morosini (la quale, si trova al di là dell'Isonzo, pertanto geograficamente fuori dal territorio parlante bisiaco).
I paesi che compongono il comune, trovandosi in una zona di confine con lingue diverse (friulano, sloveno e, sotto il dominio Asburgico, tedesco) hanno assunto vari nomi nel corso della loro storia, nomi che non sono mai stati ufficiali (anche sotto l'Impero austro-ungarico il comune ebbe come solo toponimo ufficiale quello italiano):
| Toponimo ufficiale   | Bisiaco   | Friulano          | Sloveno         | Tedesco                   |
| -------------------- | --------- | ----------------- | --------------- | ------------------------- |
| San Canzian d'Isonzo | Sacansian | San Canzian       | Škocjan ob Soči | Sankt Kanzian bei Sonting |
| Pieris               | Pieris    | Pièris            | Pieris          | Steinfeld                 |
| Begliano             | Beàn      | Beàn dal Teritori |                 |                           |

## Economia

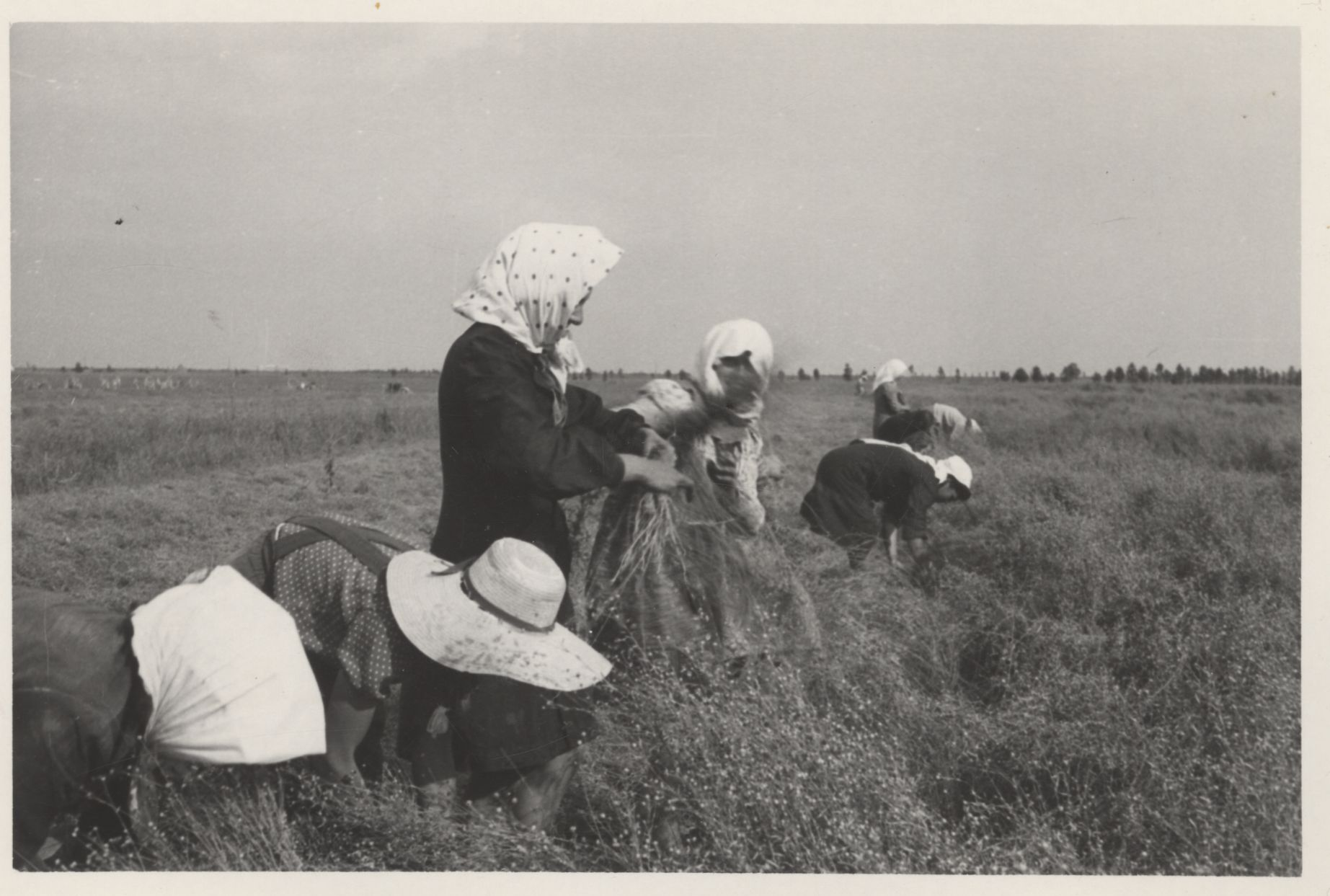
Coltivazione del lino nel 1957

Il terreno, quasi tutto riqualificato dopo che le paludi avevano completamente distrutto la pineta mediterranea rigogliosa in epoca medievale, è molto fertile: possono essere coltivati con buon successo viti, mais, frumento, barbabietola da zucchero, vari tipi di foraggio e recentemente anche la soia.
Negli ultimi anni sono sorte, inoltre, diverse imprese artigiane tuttavia la maggioranza della popolazione non dedita all'agricoltura trova impiego nei vicini cantieri navali e nel polo industriale di Monfalcone.
La zona sfruttava economicamente anche le risorse in ghiaia provenienti dal letto dell'Isonzo, ora zona protetta.

## Amministrazione
| Periodo | Periodo   | Primo cittadino   | Partito                 | Carica  | Note |
| ------- | --------- | ----------------- | ----------------------- | ------- | ---- |
| 1995    | 1999      | Fulvio Calligaris | coalizione di centro    | Sindaco |      |
| 1999    | 2002      | Fulvio Calligaris | coalizione di centro    | Sindaco |      |
| 2002    | 2007      | Paolo Pizzoni     | Democratici di Sinistra | Sindaco |      |
| 2007    | 2012      | Silvia Caruso     | L'Ulivo                 | Sindaco |      |
| 2012    | 2017      | Silvia Caruso     | L'Ulivo                 | Sindaco |      |
| 2017    | 2022      | Claudio Fratta    | Partito Democratico     | Sindaco |      |
| 2022    | in carica | Claudio Fratta    | Partito Democratico     | Sindaco |      |